# Marko Ćetković
Marko Ćetković (in serbo Mapкo Ћeткoвић?; Titogrado, 10 luglio 1986) è un calciatore montenegrino, centrocampista del Mornar.
Ha anche un fratello più grande, Đorđije, anch'egli calciatore.

## Carriera

### Club
Il 12 gennaio 2017 viene acquistato dalla squadra albanese del Partizani Tirana.

### Nazionale
Dopo aver giocato anche con la nazionale Under-21 montenegrina, tra il 2010 ed il 2013 ha totalizzato complessivamente 6 presenze ed una rete con la nazionale maggiore.

## Statistiche

### Presenze e reti nei club
Statistiche aggiornate al 27 maggio 2017.
| Stagione                 | Squadra                  | Campionato               | Campionato | Campionato | Coppe nazionali | Coppe nazionali | Coppe nazionali | Coppe continentali | Coppe continentali | Coppe continentali | Altre coppe | Altre coppe | Altre coppe | Totale | Totale |
| Stagione                 | Squadra                  | Comp                     | Pres       | Reti       | Comp            | Pres            | Reti            | Comp               | Pres               | Reti               | Comp        | Pres        | Reti        | Pres   | Reti   |
| ------------------------ | ------------------------ | ------------------------ | ---------- | ---------- | --------------- | --------------- | --------------- | ------------------ | ------------------ | ------------------ | ----------- | ----------- | ----------- | ------ | ------ |
| 2002-2003                | Mladost Podgorica        | TL                       | 0          | 0          | CS              | 0               | 0               | -                  | -                  | -                  | -           | -           | -           | 0      | 0      |
| 2003-2004                | Mladost Podgorica        | PL                       | 11         | 0          | CS              | 0               | 0               | -                  | -                  | -                  | -           | -           | -           | 11     | 0      |
| 2004-2005                | Mladost Podgorica        | PL                       | 20         | 0          | CS              | 0               | 0               | -                  | -                  | -                  | -           | -           | -           | 20     | 0      |
| 2005-gen. 2006           | Mladost Podgorica        | TL                       | 0          | 0          | CS              | 0               | 0               | -                  | -                  | -                  | -           | -           | -           | 0      | 0      |
| gen.-giu. 2006           | Zeta                     | PL                       | 10         | 0          | CS              | 0               | 0               | -                  | -                  | -                  | -           | -           | -           | 10     | 0      |
| 2006-2007                | Zeta                     | PL                       | 29         | 8          | CM              | 0               | 0               | Int                | 2                  | 0                  | -           | -           | -           | 31     | 8      |
| 2007-gen. 2008           | Zeta                     | PL                       | 3          | 0          | CM              | 0               | 0               | UCL                | 4                  | 1                  | -           | -           | -           | 7      | 1      |
| Totale Zeta Golubovci    | Totale Zeta Golubovci    | Totale Zeta Golubovci    | 42         | 8          |                 | 0               | 0               |                    | 6                  | 1                  |             | -           | -           | 48     | 9      |
| gen.-giu. 2008           | Partizan                 | SL                       | 6          | 0          | CS              | 0               | 0               | -                  | -                  | -                  | -           | -           | -           | 6      | 0      |
| 2008-2009                | Mogren                   | PL                       | 28         | 7          | CM              | 0               | 0               | -                  | -                  | -                  | -           | -           | -           | 28     | 7      |
| 2009-2010                | Mogren                   | PL                       | 29         | 3          | CM              | 0               | 0               | UCL                | 4                  | 2                  | -           | -           | -           | 33     | 5      |
| 2010-2011                | Mogren                   | PL                       | 29         | 8          | CM              | 3               | 2               | UEL                | 4                  | 1                  | -           | -           | -           | 36     | 11     |
| Totale Mogren            | Totale Mogren            | Totale Mogren            | 86         | 18         |                 | 3               | 2               |                    | 8                  | 3                  |             | -           | -           | 97     | 23     |
| 2011-gen. 2012           | Jagiellonia              | EK                       | 19         | 0          | CP              | 1               | 0               | -                  | -                  | -                  | -           | -           | -           | 20     | 0      |
| gen.-giu. 2012           | Buriram Utd              | TPL                      | 11         | 1          | FACup+CdL       | 0+0             | 0               | -                  | -                  | -                  | -           | -           | -           | 11     | 1      |
| 2012-2013                | Podbeskidzie             | EK                       | 9          | 0          | CP              | 0               | 0               | -                  | -                  | -                  | -           | -           | -           | 9      | 0      |
| 2013-2014                | Budućnost                | PL                       | 28         | 6          | CM              | 0               | 0               | UEL                | 0                  | 0                  | -           | -           | -           | 28     | 6      |
| lug. 2014                | Budućnost                | PL                       | 0          | 0          | CM              | 0               | 0               | UEL                | 2                  | 0                  | -           | -           | -           | 2      | 0      |
| Totale Budućnost         | Totale Budućnost         | Totale Budućnost         | 28         | 6          |                 | 0               | 0               |                    | 2                  | 0                  |             | -           | -           | 30     | 6      |
| 2014-2015                | Laçi                     | KS                       | 29         | 8          | CA              | 6               | 2               | UEL                | 0                  | 0                  | -           | -           | -           | 35     | 10     |
| 2015-2016                | Laçi                     | KS                       | 16         | 3          | CA              | 5               | 2               | UEL                | 0                  | 0                  | SA          | 0           | 0           | 21     | 5      |
| Totale Laçi              | Totale Laçi              | Totale Laçi              | 45         | 11         |                 | 11              | 4               |                    | 0                  | 0                  |             | 0           | 0           | 56     | 15     |
| 2016-gen. 2017           | Sarajevo                 | PL                       | 10         | 1          | CB              | 1               | 0               | UEL                | 0                  | 0                  | -           | -           | -           | 11     | 1      |
| gen.-giu. 2017           | Partizani Tirana         | KS                       | 16         | 1          | CA              | 0               | 0               | UCL+UEL            | -                  | -                  | -           | -           | -           | 16     | 1      |
| 2017-2018                | Mladost Podgorica        | PL                       | 0          | 0          | CM              | 0               | 0               | UEL                | 0                  | 0                  | -           | -           | -           | 0      | 0      |
| Totale Mladost Podgorica | Totale Mladost Podgorica | Totale Mladost Podgorica | 31         | 0          |                 | 0               | 0               |                    | 0                  | 0                  |             | -           | -           | 31     | 0      |
| Totale carriera          | Totale carriera          | Totale carriera          | 303        | 46         |                 | 16              | 6               |                    | 16                 | 4                  |             | 0           | 0           | 335    | 56     |

### Cronologia presenze e reti in Nazionale
| Cronologia completa delle presenze e delle reti in nazionale ― Montenegro | Cronologia completa delle presenze e delle reti in nazionale ― Montenegro | Cronologia completa delle presenze e delle reti in nazionale ― Montenegro | Cronologia completa delle presenze e delle reti in nazionale ― Montenegro | Cronologia completa delle presenze e delle reti in nazionale ― Montenegro | Cronologia completa delle presenze e delle reti in nazionale ― Montenegro | Cronologia completa delle presenze e delle reti in nazionale ― Montenegro | Cronologia completa delle presenze e delle reti in nazionale ― Montenegro |
| Data                                                                      | Città                                                                     | In casa                                                                   | Risultato                                                                 | Ospiti                                                                    | Competizione                                                              | Reti                                                                      | Note                                                                      |
| ------------------------------------------------------------------------- | ------------------------------------------------------------------------- | ------------------------------------------------------------------------- | ------------------------------------------------------------------------- | ------------------------------------------------------------------------- | ------------------------------------------------------------------------- | ------------------------------------------------------------------------- | ------------------------------------------------------------------------- |
| 17-11-2010                                                                | Podgorica                                                                 | Montenegro                                                                | 2 – 0                                                                     | Azerbaigian                                                               | Amichevole                                                                | -                                                                         | 75’                                                                       |
| 10-8-2011                                                                 | Scutari                                                                   | Albania                                                                   | 3 – 2                                                                     | Montenegro                                                                | Amichevole                                                                | -                                                                         | 46’                                                                       |
| 11-10-2011                                                                | Basilea                                                                   | Svizzera                                                                  | 2 – 0                                                                     | Montenegro                                                                | Qual. Euro 2012                                                           | -                                                                         | 90+1’                                                                     |
| 29-2-2012                                                                 | Podgorica                                                                 | Montenegro                                                                | 2 – 1                                                                     | Islanda                                                                   | Amichevole                                                                | -                                                                         | 46’                                                                       |
| 25-5-2012                                                                 | Bruxelles                                                                 | Belgio                                                                    | 2 – 2                                                                     | Montenegro                                                                | Amichevole                                                                | -                                                                         | 46’                                                                       |
| 17-11-2013                                                                | Lussemburgo                                                               | Lussemburgo                                                               | 1 – 4                                                                     | Montenegro                                                                | Amichevole                                                                | 1                                                                         | 61’                                                                       |
| Totale                                                                    |                                                                           | Presenze                                                                  | 6                                                                         |                                                                           | Reti                                                                      | 1                                                                         |                                                                           |

## Palmarès

### Club

#### Competizioni nazionali
- Coppa d'Albania: 1

Laçi: 2014-2015
- Supercoppa d'Albania: 1

Laçi: 2015